# Picsou
Picsou (egyszerűsített kínai írással: 邳州) város Kínában, Csiangszu tartományban. Lakosainak száma 1 462 563 fő (2020).

## Népesség
| 2010 | 1 458 038 |
| 2020 | 1 462 563 |